# Ludovic Oucéni
Ludovic Oucéni (1 de febrero de 2001) es un deportista de Francia que compite en atletismo. Ganó una medalla de oro en el Campeonato Europeo de Atletismo Sub-23 de 2021, en la prueba de 4 × 400 m.